# Oncocephala basilewskyi
Oncocephala basilewskyi is een keversoort uit de familie bladkevers (Chrysomelidae). De wetenschappelijke naam van de soort werd in 1953 gepubliceerd door Uhmann.